# Pera de Lleida

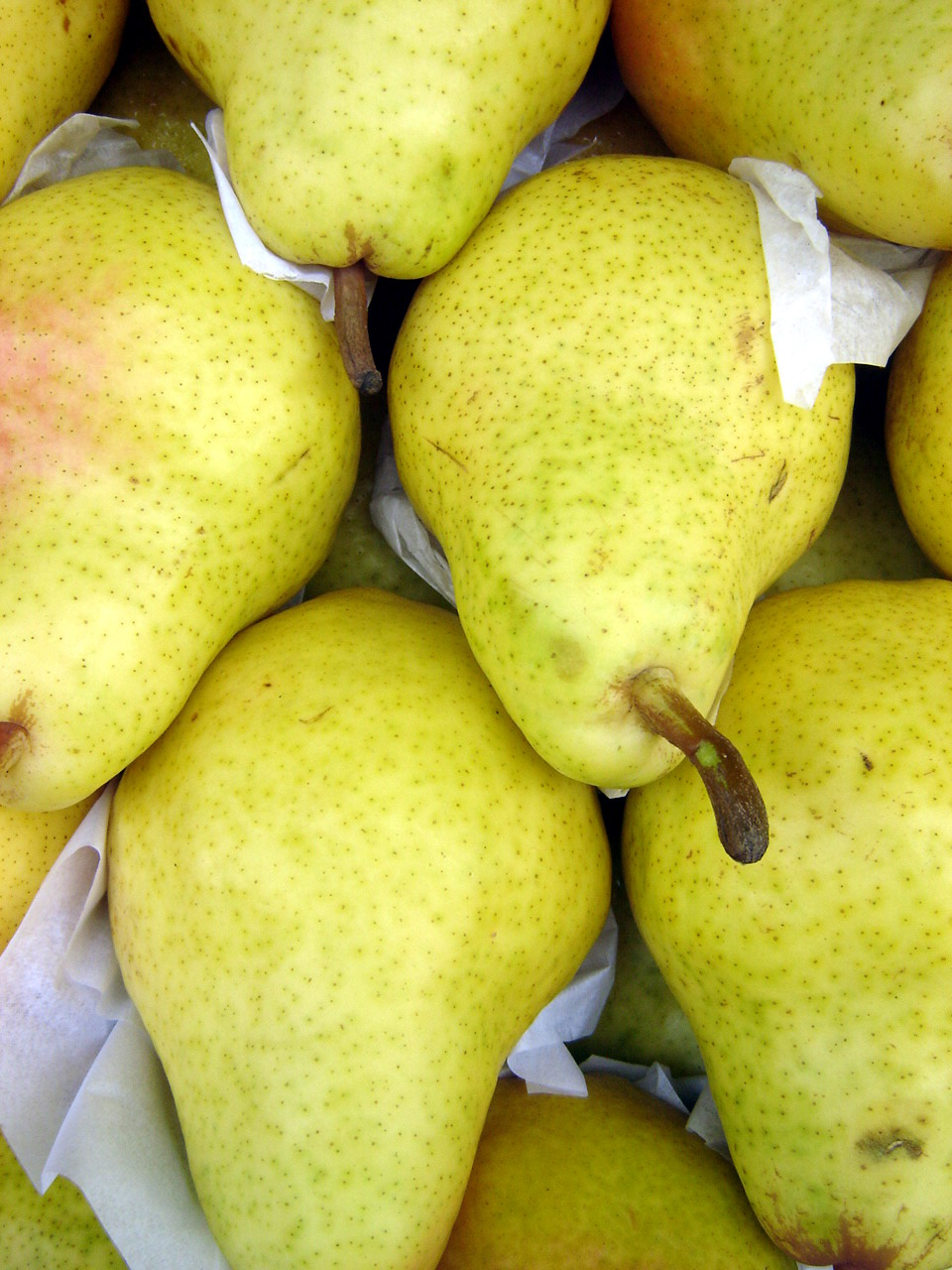
Peres de la varietat Llimonera

Pera de Lleida és una Denominació d'origen protegida del fruit de l'espècie de Perera Pyrus communis L en les seves varietats Llimonera, Blanquilla i Conference; a càrrec del Consell Regulador de la Denominació d'Origen Protegida Pera de Lleida.
La zona de producció de les peres de Lleida té un microclima característic molt favorable per al cultiu de la pera i comprèn tota la comarca del Pla d'Urgell i alguns municipis de les comarques de Les Garrigues, la Noguera, El Segrià i l'Urgell.

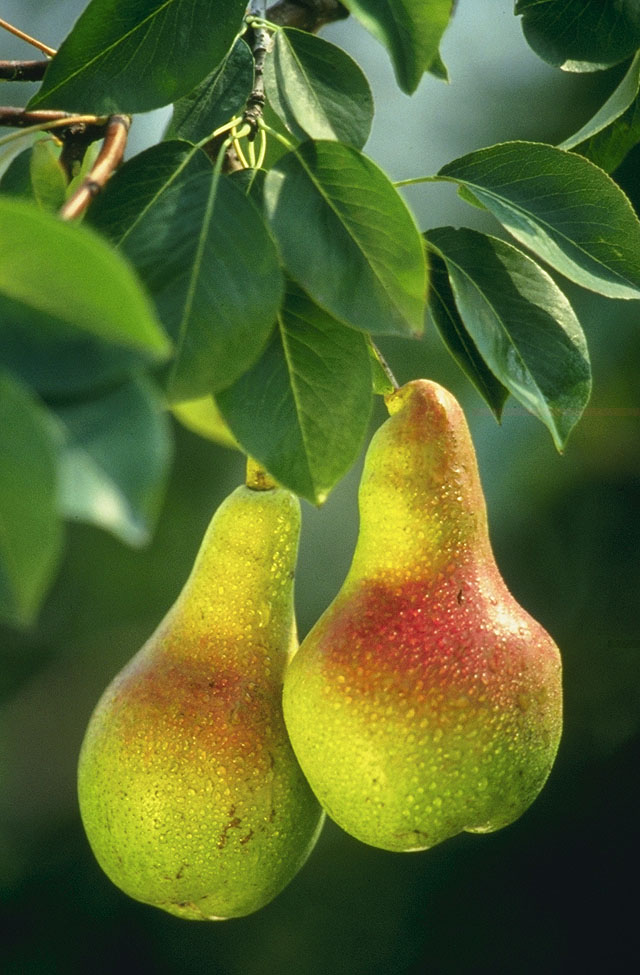
Peres Conference a punt de recol·lecció

Logotip DOP Pera de Lleida

Sota aquesta DOP es conreen i distribueixen peres pertanyents a les categories comercials Primera i Extra destinades exclusivament al seu consum en fresc. Han de presentar uns criteris de qualitat mínims abans de la recol·lecció, especialment un alt grau de sucres, un calibre mínim i un color adient en general, i un tipus de Russeting menys uniforme, més rústic i de forma més arrodonida en el cas de la varietat Conference.
Les peres protegides per la DOP Pera de Lleida destaquen nutricionalment per la seva elevada aportació d'aigua, fibra i potassi, així com per la presència de vitamines del Grup B en petites quantitats. Són suaument astringents per la seva composició de tanins amb efectes antiinflamatoris; i això les fa beneficioses un cop cuita com a remei de la diarrea, la gastritis i les úlceres. La Pera és diurètica ajudant en cas de retenció de líquids i recomanable per als diabètics gràcies al seu baix contingut en hidrats de carboni.